# Suối Vàng (Hải Dương – Quảng Ninh)
Suối Vàng là một con suối đổ ra Sông Đông Mai. Suối có chiều dài 19 km và diện tích lưu vực là 48 km². Suối Vàng chảy qua các tỉnh Hải Dương, Quảng Ninh.